# Nichtlineare Dynamik
Nichtlineare Dynamik bezeichnet einen Zweig der Theorie dynamischer Systeme, wo die auftretenden Differentialgleichungen (oder Differenzengleichungen) nichtlineare Funktionen enthalten. 
Diese nichtlinearen Gleichungen zeigen unter bestimmten Umständen interessante Merkmale und Lösungen, beispielsweise Flächen im Phasenraum als Attraktoren, Selbstähnlichkeit und fraktale Strukturen.
Wichtige Anwendungen der Nichtlinearen Dynamik finden sich beispielsweise in der Mechanik und der Astrophysik.

## Beispiel
Ein Beispiel für eine nichtlineare Differentialgleichung ist die folgende, das Verhalten einer Schaukel beschreibende Bewegungsgleichung:
{\displaystyle {\ddot {\varphi }}+2{\frac {\dot {L}}{L}}{\dot {\varphi }}+{\frac {g}{L}}\sin {\varphi }=0}
{\displaystyle L(t)=L_{0}-\Delta L_{0}\cos(\Omega t).}
Da die Sinus-Funktion auf die nullte Ableitung angewandt wird, handelt es sich um ein nichtlineares System. Im konkreten Fall begrenzt die Sinus-Funktion die Instabilität der auftretenden parametererregten Schwingung, da das System bei größeren Amplituden in stabile Bereiche verstimmt wird. Der nichtlineare Anteil ist die Ursache dafür, dass die Eigenfrequenz von der Schwingungsamplitude abhängt.